# 조지 토비아스

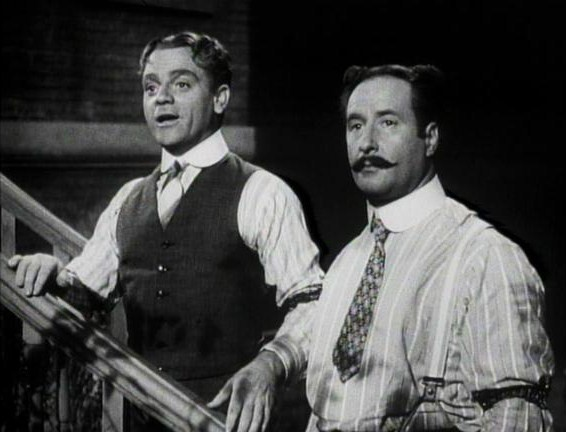

조지 터바이어스(George Tobias, 1901년 7월 14일 ~ 1980년 2월 27일)는 미국의 배우이다.
맨해튼에서 태어났으며 로스앤젤레스에서 사망하였다. 사인은 방광암이다.

## 출연 작품
- 나이트 스트랭글러 (1973년)
- 글래스 바텀 보트 (1966년)
- 뉴 카인드 오브 러브 (1963년)
- 실크 스타킹 (1957년)
- 세븐 리틀 포이스 (1955년)
- 글렌 밀러 스토리 (1954년) - 시 슈리브맨 역
- 더 매직 카펫 (1951년)
- 황야의 역마차 (1951년)
- 셋업 (1949년)
- 마이 와일드 아이리시 로즈 (1947년)
- 오브젝티브 버마 (1945년)
- 밀드레드 피어스 (1945년)
- 마르세이유 가는 길 (1944년)
- 디스 이즈 더 아미 (1943년)
- 탱크 유어 럭키 스타스 (1943년)
- 에어 포스 (1943년)
- 캡틴스 오브 더 클라우즈 (1942년)
- 마이 시스터 에일린 (1942년)
- 성조기의 행진 (1942년)
- 요크 상사 (1941년)
- 뮤직 인 마이 하트 (1940년)
- 그들은 밤에 달린다 (1940년)
- 데이 올 컴 아웃 (1939년)
- 발라라이카 (1939년)
- 니노치카 (1939년)
- 노틀담의 꼽추 (1939년)

### 텔레비전
- 선셋 77번가 (1958년)
- 아내는 요술쟁이 (1964년)
- 월튼네 사람들 (1972년)
- 닥터 게논 (1969년)